# Fritz Schramma

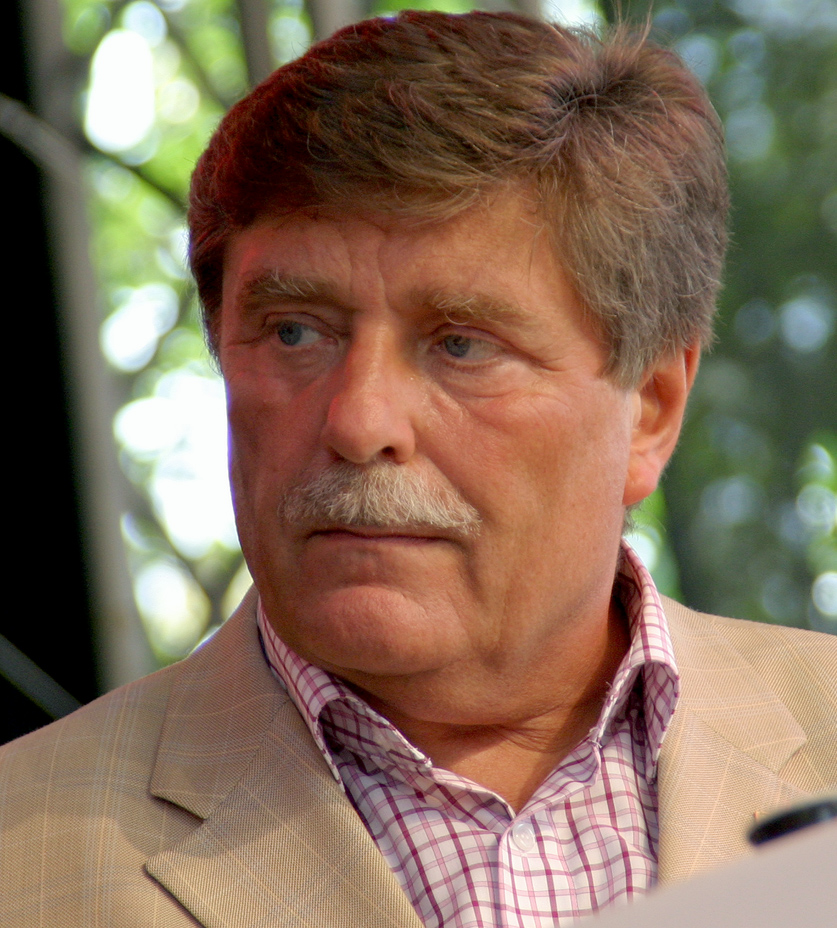
Fritz Schramma beim Kölner Ehrenamtstag im August 2007

Fritz Schramma (* 27. August 1947 in Köln-Nippes) ist ein deutscher Politiker (CDU) und war vom 17. September 2000 bis zum 20. Oktober 2009 Oberbürgermeister der Stadt Köln und gleichzeitig Aufsichtsratsvorsitzender der Kölner Messe.

## Leben

### Ausbildung und Beruf
Fritz Schramma studierte an der Universität zu Köln Latein, Philosophie und Pädagogik. Von 1972 bis 1988 war er als Studienreferendar und Lehrer an verschiedenen Gymnasien in Köln-Rodenkirchen, Wesel und Hürth (Ernst-Mach-Gymnasium) tätig. Von 1988 bis 2000 war er Studiendirektor am Geschwister-Scholl-Gymnasium in Pulheim, wo er Latein und Philosophie unterrichtete.

### Politische Karriere
Schramma trat 1976 in die CDU ein. Ab 1989 saß er für die CDU im Kölner Stadtrat. Im Jahr 2000 übernahm er, der bis dahin das Amt des Ersten Bürgermeisters bekleidet hatte, gemeinsam mit Stadtdirektor Bernhard Wimmer (CDU) kommissarisch die Geschäfte des Oberbürgermeisters, nachdem der Amtsinhaber Harry Blum (CDU) überraschend verstorben war. In einer Stichwahl konnte er sich am 17. September 2000 gegen Anke Brunn durchsetzen, die kurzfristig aufgestellte Gegenkandidatin einer durch Korruptionsskandale erheblich geschwächten SPD, und wurde Kölner „Oberbürgermeister aus Zufall“, wie der Kölner Stadt-Anzeiger notierte. Durch eine Besonderheit im kommunalen Wahlrecht in NRW betrug Schrammas Amtszeit als Oberbürgermeister neun anstatt fünf Jahre. Er beendete die Amtszeit seines Vorgängers bis 2004 und leistete dann 2004 bis 2009 seine eigene ab, zu der er 2000 gewählt wurde.
Am 26. Mai 2008 wurde Fritz Schramma in Solingen mit dem Genç-Preis für friedliches Miteinander ausgezeichnet. In der Begründung der Jury wurde neben seinem dauerhaften Einsatz für Integration insbesondere seine Rolle als Vermittler bei den Auseinandersetzungen um den von der DITIB angestrebten Kölner Moscheebau hervorgehoben. Schramma genehmigt den Bau von Deutschlands größter Moschee in Köln.
Nach dem Einsturz des Kölner Stadtarchives am 3. März 2009 wurde Schramma wegen seiner Krisenpolitik heftig kritisiert. Daraufhin erklärte er am 29. März seinen Verzicht auf eine erneute Kandidatur zum Oberbürgermeister bei den Kommunalwahlen.
Ein Ermittlungsverfahren gegen Schramma wegen vermeintlicher unzulässiger Tonband-Mitschnitte bei Sitzungen des Koordinierungsstabes zum Einsturz des Historischen Stadtarchivs wurde nach wenigen Tagen von der Staatsanwaltschaft eingestellt. Schramma hatte angeführt, dies sei völlig offen geschehen und habe nur die Arbeit der Protokollführer erleichtern sollen.
Als Oberbürgermeister war Schramma Mitglied zahlreicher Vereine und Verbände sowie Schirmherr vieler Veranstaltungen in Köln. Am 5. Oktober 2009 wurde er von der Jahreshauptversammlung der Kölner Karnevalsgesellschaften zum Ehrenmitglied des Festkomitees ernannt. Damit ist Schramma nach dem Altoberbürgermeister Norbert Burger das zweite Ehrenmitglied.
Schrammas Amtszeit als Oberbürgermeister von Köln endete am 20. Oktober 2009.
Im Dezember 2009 wurde Schramma in Düsseldorf mit dem Pro Ehrenamt-Preis für sein Engagement zugunsten des Sports und der in Köln engagierten Ehrenamtlichen ausgezeichnet. Der Preis wird verliehen vom Deutschen Olympischen Sportbund und der Commerzbank in Kooperation mit dem Bundesnetzwerk Bürgerschaftliches Engagement. Schramma hat in Köln u. a. die Sport-Agenda Köln 2015 und die Kommunalstelle zur Förderung und Anerkennung bürgerschaftlichen Engagements initiiert.
Kritik an der Amtsführung
Der mehrere Hundert Millionen Euro teure Auftrag zum Bau der Kölner Messehallen steht in der Kritik und damit auch die über hundert Millionen Euro „Nebenkosten“, darunter allein sieben Millionen Euro für Vermittlung eines Mieters – obgleich der Mieter, die Kölnmesse, feststand. Vom EU-Gerichtshof wurde dieses Verfahren als rechtswidrig beurteilt. Das Gericht zeigte sich überzeugt, dass die Anmietung der gebauten Messehallen eine Trickmaßnahme gewesen sei, um sich der Pflicht zur öffentlichen Ausschreibung zu entziehen (siehe auch Josef Esch (Bauunternehmer)).
Am 19. November 2009 wurde Schramma in geheimer Abstimmung im Stadtrat in den Aufsichtsrat der Kölnmesse gewählt. Sein Mandat nahm er jedoch nicht an. Er sah sich als Opfer einer politischen und medialen Kampagne, die mit dem Einsturz des Stadtarchivs begonnen habe. Die Gegner seiner Wahl, darunter die Fraktion der Grünen im Kölner Rat, führten Schrammas Verwicklung in das umstrittene Messegeschäft als Grund für ihren Widerstand an.

### Ehrenamtliches Engagement und Privates

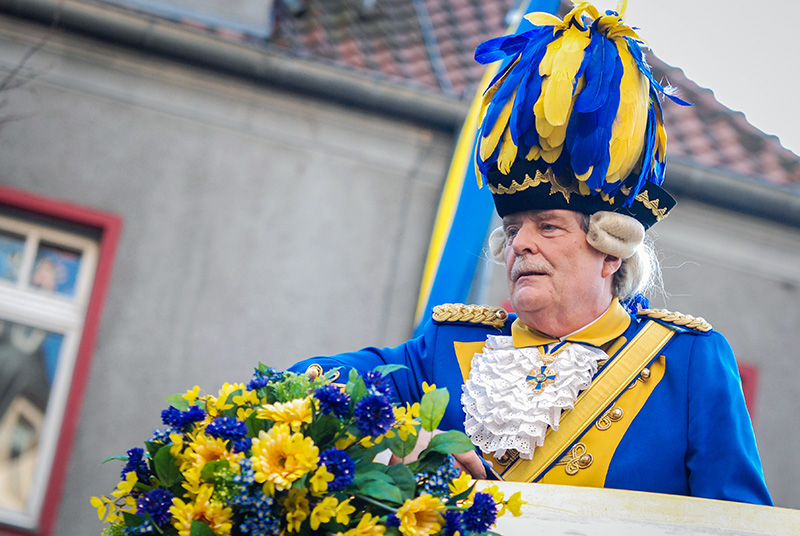
Kölns Ex-Oberbürgermeister Fritz Schramma auf dem Ehrenfelder Veedelszoch 2014

Schramma ist verheiratet und hat eine Tochter. Sein Sohn Stephan wurde am 31. März 2001 in der Kölner Innenstadt am Rudolfplatz als unbeteiligter Fußgänger bei einem Autounfall tödlich verletzt, der durch ein illegales Straßenrennen verursacht wurde.
Fritz Schramma ist Mitglied der Ehrenfelder Karnevalsgesellschaft Bürgergarde „blau-gold“ von 1904.
Seit 2007 ist er Schirmherr des Ronald McDonald Hauses in Köln.
Seit dem 9. Januar 2001 ist Fritz Schramma Mitglied der Kölsche Funke rut-wieß vun 1823 e.V.

## Auszeichnungen und Ehrungen
- 2024: Rheinlandtaler des LVR in der Kategorie Gesellschaft, zusammen mit seiner Frau Ulla für ihre Gründung des Vereins Kölner Opferhilfe 2002[17]